# Дереза (Чазма)
Дереза је насељено место у саставу града Чазме у Бјеловарско-билогорској жупанији, Република Хрватска.

## Историја
До територијалне реорганизације у Хрватској налазила се у саставу старе општине Чазма.

## Становништво
На попису становништва 2011. године, Дереза је имала 217 становника.

## Попис1991.
На попису становништва 1991. године, насељено место Дереза је имало 232 становника, следећег националног састава:
| Попис 1991.‍  | Попис 1991.‍  | Попис 1991.‍ | Попис 1991.‍ | Попис 1991.‍ |
| ------------ | ------------ | ----------- | ----------- | ----------- |
|              |              |             |             |             |
| Хрвати       | Хрвати       |             | 216         | 93,10%      |
| Југословени  | Југословени  |             | 12          | 5,17%       |
| Бугари       | Бугари       |             | 1           | 0,43%       |
| неопредељени | неопредељени |             | 2           | 0,86%       |
| непознато    | непознато    |             | 1           | 0,43%       |
| укупно: 232  |              |             |             |             |